# Vochysia radlkoferi
Vochysia radlkoferi är en tvåhjärtbladig växtart som beskrevs av Carl Ernst Otto Kuntze. Vochysia radlkoferi ingår i släktet Vochysia och familjen Vochysiaceae. Inga underarter finns listade i Catalogue of Life.